# Ten 13
Ten 13 es un álbum de estudio de Sammy Hagar and the Waboritas publicado el 24 de octubre de 2000. El título del álbum hace referencia al nacimiento de Hagar (13 de octubre de 1947).

## Lista de canciones
1. «Shaka Doobie (The Limit)» (Sammy Hagar) - 3:19
2. «Let Sally Drive» (Hagar) - 4:39
3. «Serious Juju» (Hagar) - 3:50
4. «The Message» (Jesse Harms) - 4:33
5. «Deeper Kinda Love» (Hagar/Larry Dvoskin) - 4:19
6. «A Little Bit More» (Hagar/James Michael) - 3:37
7. «Ten 13» (Hagar) - 4:35
8. «Protection» (Hagar) - 4:44
9. «3 in the Middle» (Hagar) - 3:46
10. «The Real Deal» (Hagar) - 3:11
11. «Tropic of Capricorn» (Hagar) - 7:00

### Bonus tracks de la edición japonesa
1. «High and Dry Again» (Live) (Hagar) - 6:43
2. «Serious Juju» (Radio mix) (Hagar) - 3:51
3. «Let Sally Drive» (Edit) (Hagar) - 3:58
4. «Deeper Kinda Love» (Alternative mix) (Hagar/Dvoskin) - 4:37

## Créditos
- Sammy Hagar: voz, guitarra
- Vic Johnson: guitarra
- Jesse Harms: teclados
- Mona Gnader: bajo
- David Lauser: batería

## Sencillos
- "Serious Juju" b/w "3 in the Middle" EE. UU. (63985-78160-2)
- "Serious Juju" (Radio edit) b/w "Serious Juju" (versión del álbum) EE. UU. (63985-78160-2)
- Live and Raw in Cabo EE. UU. (BYDJ-78166-2)
- Live and Raw in Cabo EE. UU. (BYDJ-78167-2)
- "Let Sally Drive" (versión del álbum) b/w "Let Sally Drive" (Edit) EE. UU. (BYDJ-78173-2)
- "Deeper Kinda Love" (Remix) b/w "Deeper Kinda Love" (Remix edit) EE. UU. (BYDJ-78174-2)